# Burg Ilow
Die Burg Ilow oder Ilenburg ist eine abgegangene Burg auf dem  Wallberg in der Nähe des Ortsteiles Ilow der Gemeinde Neuburg im Landkreis Nordwestmecklenburg. Die Fläche der Burg betrug etwa dreieinhalb Hektar. Sie wird heute als Ackerland genutzt. Im Südwesten sind noch Wallreste der einstigen Befestigung erkennbar. Durch Oberflächenfunde konnte eine Vorburgsiedlung nordöstlich des Burgwalles lokalisiert werden. Ein Hinweisschild weist auf die Burg hin. Die Burg Ilow stammt aus spätslawischer Zeit und gehörte zum Typ der Niederungsburgen.
Eine frühslawische Höhenburg gleichen Namens liegt 1,3 km östlich in einem Waldstück. Diese Burg wird in der wissenschaftlichen Literatur Burg Ilow II genannt.

## Geschichte
Der Name „Ilow“ leitet sich wahrscheinlich von dem slawischen Wort Ilu her, das so viel wie Ton oder Lehm bedeutet und auf den in der Gegend betriebenen Lehmabbau hinweisen könnte. Die Burg war eine der Landesburgen der Obotriten. Sie diente dem Schutz und als Herrschaftssitz der näheren Umgebung. Im Krieg Heinrichs des Löwen gegen den Obodritenfürsten Niklot wurde sie in Brand gesetzt und verlassen. Heinrich der Löwe ließ sie 1164 als Grenzfestung wieder aufbauen. Niklots Sohn Pribislaw versuchte die Burg zurückzuerobern, was ihm jedoch zunächst nicht gelang. Erst im Jahre 1166 erstürmten die Abodriten unter Pribislaw mit massiver Unterstützung pomeranischer Edelleute die Festung und brannten sie anschließend nieder. Nach seiner Wiedereinsetzung baute Pribislaw die Burg wieder auf. Wahrscheinlich war sie noch unter Johann I. von Mecklenburg bewohnt. Um 1298 wurde die Burg noch einmal unter Fürst Heinrich von Mecklenburg erwähnt und kurz danach aufgegeben. Ein Grund dafür könnte der Neubau der Burg Neuburg gewesen sein.